# Colpochila goerlingi
Colpochila goerlingi är en skalbaggsart som beskrevs av Britton 1986. Colpochila goerlingi ingår i släktet Colpochila och familjen Melolonthidae. Inga underarter finns listade i Catalogue of Life.